# Незалежний католицизм
Незалежний католицизм — це конфесійний рух духовенства та мирян, які самоідентифікуються як католики (найчастіше як старокатолицькі та / або як незалежні католики) і утворюють «мікроцеркви, що вимагають апостольської спадкоємності та діючих таїнств», незважаючи на приєднання до історичних католицьких церков, таких як католицька та старокатолицька церкви. Термін «незалежний католик» походить від того, що «ці конфесії підтверджують як свою приналежність до католицької традиції, так і незалежність від Риму». 
Важко визначити кількість юрисдикцій, громад, духовенства та членів, які складають незалежний католицизм більше, що рух «зростає і змінюється щомиті». Деякі прихильники обирають незалежний католицизм як альтернативний спосіб життя та вираження своєї католицької віри поза Католицькою церквою, відкидаючи деякі традиційні католицькі вчення.
Незалежний католицизм можна вважати частиною більш широкого Незалежного сакраментального руху, у якому духовенство та миряни з різними традиціями віри — включаючи Православну церкву, Англіканське співтовариство та різні католицькі християнські церкви — відокремилися від інституцій, з якими раніше ідентифіковані.

## Історія

### Ранні єпископські посвячення без папського схвалення
Починаючи з 1724 р. Домінік Марі Варлет (1678–1742), католицький єпископ Вавилону, посвятив чотирьох послідовних чоловіків архієпископом Утрехта без схвалення папи. Катедральний собор Утрехта, який обирав цих людей, раніше отримав думку від Зегера Бернарда ван Еспена (1646–1728) та двох інших докторів канонічного права в Університеті Лювена, де говорилося, що капітул має право, зокрема обставин обрати власного архієпископа і посвятити його без згоди папи, і щоб у разі необхідності один єпископ міг справді посвятити іншого. Дев'ятнадцять лікарів богословських факультетів у Парижі, Нанті, Реймсі та Падуї схвалили цю думку. Це посвячення Варлетом викликало богословські суперечки та розкол у Латинській церкві, яка тепер володіла єпископами, які були дійсно освячені без дозволу папи. Цей розкол ознаменував зародження руху, який пізніше стане відомим як Старокатолицька церква (термін, введений у 1853 році для католиків Утрехта), і ознаменував початок ери в Західній церкві, в якій справді освячені єпископи мали апостольську спадкоємність, але не підпорядковувалися структурі та строгості Латинської церкви.

### Перший відхід від Латинської церкви
Поділ апостольської спадкоємності на заході за межами Латинської церкви в основному обмежувався церквою Утрехта протягом століття. Після Ватиканського собору в 1870 р. багато австро-угорських, німецьких та швейцарських католиків відкинули твердження про загальну юрисдикцію Папи та проголошення папської непогрішности, а їх єпископи, натхненні попередніми актами в Утрехті, вирішили залишити Католицьку церкву, створивши власні церкви, незалежні від Риму. Тепер незалежні від Папи Римського, цих єпископів іноді називали автокефальними (або самоврядними) єпископами або episcopi vaganti (бродячими єпископами). Ці дійсно освячені єпископи користувалися апостольською спадкоємністю і продовжували ділитися дійсними рядками апостольської спадщини зі священиками та дияконами, яких вони висвятили. У 1889 р. Вони формально об’єдналися в рамках Утрехтського союзу церков (УС). 

### Єпископські освячення Арнольда Гарріса Метью

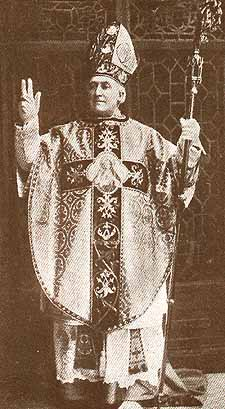
Єпископ Арнольд Гарріс Метью (1852-1919)

У 1908 році рух, який стане незалежним католицизмом, покинув континентальну Європу, коли Арнольд Гарріс Метью (1852–1919), колишній католицький священик, був освячений у Великій Британії архієпископом Джерардусом Гулем (1847–1920) Старокатолицької церкви Нідерландів. Метью вважав, що старокатолицизм може забезпечити домом незадоволене англіканське духовенство, яке відреагувало на заяву Папи Лева XIII про те, що англіканські накази нікчемні, а Гуль неправильно вважав, що Метью має значну кількість прихильників у Сполученому Королівстві. Через два роки, в 1910 році, Метью посвятив у єпископат двох священиків, не маючи чітких причин і не порадившись з архієпископом Утрехта, і у відповідь на наступний протест оголосив про свою автономію від Старокатолицької церкви. Пізніше Метью освятив кількох інших єпископів. Пламмер пише, що, як результат, «ми починаємо спостерігати маленькі групи, з високим відсотком членства в святих орденах, які стали характеристикою незалежного руху». З історичної точки зору, одним з найважливіших посвячень був Фредерік Самуель Віллоубі, який, у свою чергу, освятив Джеймса Веджвуда, співзасновника в 1918 році Ліберальної католицької церкви, езотеричної спільноти, тісно пов'язаної з Теософським товариством і повна свобода переконань.

### Єпископські освячення Джозефа Рене Вілатта
Йозефу Рене Вілатту (1854–1929), старокатолицькому священнику, висвяченому єпископом Едуардом Герцогом (1841-1924) зі Старокатолицької церкви у Швейцарії, приписують першу особу, яка привезла в Північну Америку рух, що призведе до незалежного католицизму. У 1892 році Вілатт відправився в Індію, де його, як Мара Тимофея, посвятив Мар Юлій I (1836-1923) з Маланкарської православної сирійської церкви. У 1915 році Вілатт заснував Американську католицьку церкву, яка існує досі. Протягом наступних 28 років Вілатт посвятив у Північній Америці «низку чоловіків, які є єпископськими предками величезного різноманіття нащадків».

### Подальші від'їзди від Латинської церкви
У 20 столітті низка духовенства та мирян перейшла до незалежного католицького руху від Католицької церкви.

#### Чехословацька гуситська церква
Мабуть, найбільшим відходом від Латинської церкви була Чехословацька гуситська церква (ЧХК), яка організувалась 8 січня 1920 р., Коли кілька тисяч священиків та мирян створили незалежну церкву у відповідь на їх глибокі занепокоєння щодо протидії Латинської церкви модернізму. Першим патріархом церкви був Карел Фарський (1880–1927), модерніст і колишній католицький священик. Перші єпископи ХПЦ були освячені священиками шляхом покладання рук. У 1931 р. Луї-Чарльз Віннерт (1880–1937), котрий був освячений ліберальним католицьким єпископом Джеймсом Веджвудом (1883–1951), посвятив двох єпископів CHC, Густава Прочазку (1872–1942) та Ростислава Штейскала (1894–1946), таким чином поділ апостольської спадкоємності з CHC.  CHC висвятив свою першу жінку-священицю в 1947 році, а першу жінку-єпископа він висвятив у 1999 році. За даними перепису населення Чехії 2011 року, 39 276 людей на той час самовизначились як члени КЗП.

#### Єпископські освячення Карлоса Дуарте Коста

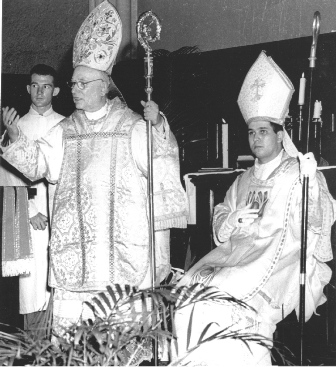
Католицький єпископ Карлос Дуарте (зліва) на єпископському посвяченні Луїса Фернандо Кастільо Мендеса, на Панамському каналі

Карлос Дуарте Коста (1888-1961) був Католицьким єпископом у Бразилії протягом двадцяти років, перш ніж дистанціюватися, і був відлучений від церкви Латинською Церквою через свою протидію її позиції щодо кліричного безшлюбності, розлучень, народної літургії та підозр у Латинській церкві. Фашистські симпатії Церкви під час Другої світової війни. У 1945 р. Дуарте Коста заснував Бразильську католицьку апостольську церкву і почав посвячувати численних єпископів в апостольську спадщину. Бразильська Католицька апостольська церква, яка до 2010 року зросла до 560 781 членів, відома як «Святий Карл Бразильський».

#### Єпископські освячення П'єра Мартіна Нго Діна Тука
З 1975 р. До своєї смерті в 1984 р. Вигнаний католицький архієпископ Ньо Джінх Тхек (1897–1984) з Хуе, В'єтнам, старший брат Нго Дінь Дієма, першого президента Південного В'єтнаму, висвятив ряд єпископів, спочатку для Пальмарія Католицька церква, тоді для седевакантистів католицької церкви тридентського латинського обряду. Крім того, він посвятив осіб, не пов'язаних з жодною з цих груп, таких як Жан Лаборі. У 1999 році поп-зірка Сінеад О'Коннор був висвячений на священика єпископом Майклом Коксом (р. 1945) Ірландської православної католицької та апостольської церкви, лінії апостольської спадкоємності якого пройшли через архієпископа Нго Джінха Тхака.

#### Єпископські освячення Еммануеля Мілінго
Еммануель Мілінго (нар. 1930) виконував обов'язки Католицького архієпископа Лусаки, Замбія, з 1969 по 1983 рік. Таким чином, він користувався дійсними лініями апостольської спадкоємності від Католицької церкви, і, відійшовши від Латинскої церкви в 1983 році з питань зцілення вірою та духовного безшлюбності, він сформував одружених священиків зараз! і посвятив у єпископи чотирьох одружених священиків: Джорджа Столлінга з афро-американської католицької конгрегації храму Імані, Пітера Павла Бреннана із Старокатолицької конфедерації, архієпископа Патріка Трухільо з Старокатолицької церкви в Америці та архієпископа Джозефа Гутро з Інтернаціоналу католицьких апостольських церков. З 2006 року Мілінго здійснив щонайменше чотири посвячення. У 2013 році Мілінго, який досі вважає себе католиком, звільнився з активного служіння у Вселенській католицькій апостольській церкві миру.

## Звернення незалежного католицизму до католицької та християнської традицій
Зіткнувшись з незалежним католицизмом вперше, питання багатьох людей «часто є історичними: „Звідки це взялося? Хто вас висвятив? Ви вигадали це?“».:13 Багато незалежних католиків відповідають, підкреслюючи свою прив'язаність до більшої християнської традиції, частиною якої вони є, спадщини, яку вони отримали від більших, історичних, основних церков, таких як Католицька церква, і їхня безперервність віри та служіння з цими церквами.:15 Подібно до християн ранньої церкви, багато хто бачить у своїх зусиллях «зерна нового типу служіння, яке може адаптуватися до часу і місця свого здійснення, потреби моменту і людей, які насправді присутні в цьому конкретному місці в той конкретний час. І все ж він такий новий? Чи не це, можливо, сам шлях, який св. Павло розпочав поширювати Євангеліє та будувати церкву?».
Багато незалежних католицьких громад дивляться в минуле, прагнучи створити громади за моделями, передбаченими Новим Завітом (наприклад, стипендії на дому під керівництвом добровольчого духовенства) та відновлюючи різні практики первісної церкви, включаючи створення інклюзивної громади та вшанування місця жінок та інших маргіналізованих осіб у цих громадах. Багато людей також знаходять еталони своєї поточної роботи в літописах християнської історії (наприклад, проживання в релігійному житті, обмін різними духовними традиціями або відправлення тридентиської літургії).

## Шахрайство
Бували ситуації, коли священнослужителі заявляють, що вони «незалежні католики», які практикують шахрайство проти неуважних людей. Вони використовують католицьку віру жертви, щоб стверджувати, що вони є законними священиками, які можуть консультувати та виконувати таїнства. Католицька та старокатолицька церкви часто опиняються в ситуації, коли потрібно попередити парафіян про ці шахрайства.

## Незалежні католицькі вірування та звичаї
Практично всі члени незалежного католицького руху мають «глибоку прихильність до католицької (в найширшому розумінні) сакраментальної традиції» і відправляють богослужіння згідно з встановленою літургією, зазвичай похідною від основного християнського обряду (наприклад, римського обряду). Пламмер припускає, що «найважливішим фактором незалежної сакраментальної ідентичності є цілеспрямованість на сакраментальну діяльність ... [і що] дуже мало незалежних громад пропонують годину кави, недільну школу та безліч інших соціальних програм, які характеризують багато основних церков».
Як і літургії ранньохристиянської громади, літургії незалежних католицьких спільнот часто сильно варіюються, при цьому кожен священнослужитель або громада робить «свій вибір наголосу з точки зору доктрини, літургії та інших питань». На практиці незалежна католицька держава часто є по суті конгрегаційною. 
Здебільшого незалежні католицькі громади мають сакраментальну та евхаристичну духовність, часто відображаючи сакраментальне життя та теологію Католицької церкви. Більшість із них мають посередницьке священство та історичний єпископат, які часто є єдиними константами серед різноманіття, яке коливається від крайнього традиціоналізму до радикальних експериментів. Джулі Берн коментує: «Незалежні люди дуже різняться, починаючи справа наліво в політичному спектрі. Праворуч традиціоналістські церкви практикують версії католицизму, більш консервативні, ніж Рим. Сюди входять Товариство Святого Пія X, засноване Марселем Лефевром, а також громада гори Святого Михаїла в Спокене, штат Вашингтон, і церква актора Мела Гібсона в Малібу, штат Каліфорнія, яка потрапляла в заголовки, коли він керував фільм «Страсті Христові» в 2004 році. Ліворуч стоять такі групи, як Антіохійська церква, Вселенське Католицьке Причастя та Ченці в Білих Халатах Святого Бенедикта».
Хоча Західна церква та її теологія залишаються незмінними, незважаючи на зміну духовенства, незалежний католицизм часто володіє іншою моделлю, згідно з якою «священство залишається незмінним, тоді як церква, якій вона служить, і теологія, яку вона викладає, часто перебувають у стані змін. Хоча деякі західні християни можуть сприймати такий стан речей як спотворення, тим не менше, він є центральним елементом незалежної таїнської спадщини із заходу».
Пламмер каже: «Незалежні сакраментальні християни надали унікальне першість священству, несучи» священство всіх віруючих «до такої міри, яка раніше не передбачалася. У багатьох таких церквах більшість або всі члени церкви є висвяченими, при цьому хіротонія діє більше як [ таїнство конфірмації ], а не як професійна грамота. У кращому чи гіршому плані існує велика свобода створювати нові церковні структури, нові форми для таїнств і нові теології, або принаймні новий синтез успадкованих елементів».
Багато незалежних католицьких громад є невеликими, їх очолює неоплачуване духовенство, і їм не вистачає стабільного графіка чи місця проживання.:1 & 3  Більші незалежні католицькі громади часто виникають внаслідок розколу в Католицькій Церкві, або їх часто очолює духовенство, яке було сформовано та раніше служило Латинською Церквою; ці громади часто нагадують загальноосвітні церкви з більшим населенням мирян та невеликою кількістю платного духовенства. :112  У незалежному католицизмі міністерства-фрілансери, що задовольняють потреби невеликої кількості людей, набагато частіше, ніж великі парафії.:113
Хоча багато незалежних католицьких священнослужителів та громад підтверджують Апостольське віросповідання та Нікейський символ віри, з фільоке або без нього та з різними інтерпретаціями, вони підтримують різноманітні доктрини та вірування, починаючи від неогностичних та теософічних вірувань, що дозволяють «свободу в інтерпретація Писань, віросповідання та літургій», або віра в відсутність віросповідання,:101 на надзвичайно традиційні православні католицькі позиції. Пламмер каже: «Характер руху фактично унеможливлює існування єдиної теології» серед незалежних католиків.:102
У межах руху за незалежний католицизм погляди дуже різняться щодо таких питань як висвячення жінок, гомосексуальність, розлучення, питання совісті та інші питання, які також суперечать в інших основних католицьких та християнських церквах. Спираючись на екуменічну християнську традицію та інші релігійні традиції, дедалі більша кількість незалежних католицьких священнослужителів та громад підтримують певний універсалізм, вважаючи, що Божі обійми і прощення можуть бути поширені на всіх. Іноді виходячи за межі християнської традиції, деякі незалежні католицькі священнослужителі та громади відчувають більшу свободу включити у своє життя та поклоніння широкий спектр елементів інших духовних та релігійних традицій. незалежних католицьких громад, які часто є досить малими, мають тенденцію бути внутрішньо досить однорідними щодо цих та інших питань, а це означає, що частіше існують поділи між різними незалежними католицькими громадами, а не всередині конкретних незалежних католицьких громад.
Пламмер пропонує такі категорії для незалежних католицьких громад: священнослужителі, які в першу чергу святкують поодинці, традиціоналісти з консервативними богословськими зобов'язаннями, церкви, що підтримують традиційну літургію, але з іншим соціальним або богословським баченням (наприклад, повне включення), групи з особливим акцентом на жіночих проблемах ( наприклад, рукоположення жінок ) або відновлення Божественного Жіночого у богослужінні, групи, які шукають ліберальних, недогматичних підходів до того, щоб бути церковними з незначними, якщо взагалі існують, стандартами догматичних вірувань та стипендії з езотеричною духовністю.:40
Сотні вебсайтів присвячені незалежним католицьким юрисдикціям та громадам, деякі з яких, «здається, існують насамперед у кіберпросторі». Інші взагалі не присутні в Інтернеті.

## Автокефальний характер незалежного католицизму
Незалежне католицьке духовенство не підпадає під юрисдикцію Католицької церкви. Швидше, єпископи незалежного католицького руху є автокефальними або самоврядними. В даний час не існує єдиної об'єднавчої структури для багатьох священнослужителів і мирян, які складають незалежний католицизм, і немає надійного централізованого ведення діловодства.  Незалежних католицьких громад часто є невеликими та надзвичайно мінливими. Різні каталоги незалежного католицького духовенства робили спроби протягом багатьох років, велика частина інформації надається суб’єктами, часто з невеликою кількістю перевірок і більшість таких каталогів містять ледве більше, ніж швидко застаріла контактна інформація окремих священнослужителів, з невеликою кількістю інформації про юрисдикції, громади, апостольську спадкоємність та форми поклоніння.

## Значення апостольської спадкоємності в незалежному католицизмі
Поняття апостольської спадкоємності (тобто здатність єпископа прослідкувати духовне походження через нібито незламну лінію єпископів до первісної віри, встановленої Ісусом із Назарету та його апостолами ) відіграло важливу роль в історії західної Церкви з часів суперечок донатистів у IV-V століттях н. е. Традиційна католицька позиція стверджує, що справді посвячений єпископ розділяє апостольську спадщину з єпископами, яких він освячує, та священиками та дияконами, яких він висвячує, незалежно від будь-якої єресі чи розколу, які він, можливо, вчинив. Деякі теологи стверджують, що ця точка зору є механічною і редукціоністською, а єпископське посвячення призначене для служіння в певній християнській спільноті; з цієї точки зору, посвячення чи рукоположення людини без посилання на громаду не має ефекту. Незалежне католицьке духовенство відкидає цю точку зору, аргументуючи це тим, що єпископів освячують, а священиків та дияконів висвячують на службу іншим, чи то певної громади чи юрисдикції, чи то ширше визначеної групи. Незалежні католики, як правило, поділяють думку про те, що «що б ми ще не погоджувались, ми всі щиро віримо в апостольську спадкоємність!»
Багато в незалежному католицькому русі, які заявляють, що вони мають дійсну лінію апостольської спадкоємності, отримали їх від ліній, похідних від Католицького єпископа Карлоса Дуарте Коста, Католицького архієпископа П'єра Мартіна Нго Діна Тука або Католицького архієпископа Еммануеля Мілінго, котрих розглядають як рух як маючи законно, навіть якщо це було незаконно, освячено та висвячено осіб поза Католицькою Церквою.
Поки не роблячи ніякого явного твердження про дійсності або недійсності хіротонії та висвячення здійснюється в русі Самостійний католицької, Католицька церква призупинила — католицький архієпископ П'єр Мартін Нго Dihn Тхук, який нібито відлучив себе від його latae сентенція акт присвячуючи інших єпископів і висвячення священиків, яких Римська церква не визнає. 

### Умовні освячення та висвячення
Оскільки заява про апостольську спадкоємність традиційно розглядалася як головний чинник чинності певних таїнств, деякі незалежні католицькі священнослужителі, особливо в перші дні руху, пройшли більше одного посвячення чи освячення, щоб бути впевненими в наявності рядки апостольської спадкоємності. Згідно з літургійним богослов'ям, ці рядки апостольської спадкоємності поділяють єпископи з особами, освяченими або рукопокладеними ними, і через незгладимий характер таїнства священних орденів, після висвячення чи освячення, людина ніколи не може бути висвячена чи освячена; ані замовлення не можна забрати. Подальші хіротонії та освячення вважаються «умовними» та не діють, якщо одержувач раніше не отримав жодної дійсної хіротонії чи освячення.
Ці умовні посвячення та висвячення ускладнюють розмови про історичні витоки незалежного католицького руху та його громад. Пламмер пише: «Багато незалежних єпископів неодноразово освячувались, намагаючись забезпечити сакраментальну дійсність та об'єднати претензії до історичного єпископату. Такі посвячення, в яких буквально десятки «родоводів» можуть передаватися від одного єпископа до іншого, лише збільшують труднощі з точним описом походження будь-якої даної групи». Він каже, що це «схрещування церковного роду» дійшло до такої міри, що більшість незалежних католицьких священнослужителів поділяють більшість або всю свою спадщину спільно, навіть якщо ця спільна спадщина жодним чином не сприяла єдності юрисдикції.:127

## Незалежне католицьке духовенство
Незалежний католицизм охоплює широкий спектр духовенства, багато з яких «в першу чергу ритуально зосереджені» і мають «особливо сильну прихильність до літургійного аспекту християнства». 
Багато незалежних католицьких священнослужителів та їхніх громад є «тими, хто відчував себе вилученим з основних літургійних церков через стать, сексуальність, расу, культуру, стиль богослужіння ... або богослов'я».  Пламмер каже, що в рамках незалежного сакраментального руху, який включає незалежний католицизм, «рукоположення часто відкрите для значно більшого відсотка членів, ніж у основних церквах. Отже, ті, хто хоче стати священиками, загалом можуть це зробити. Що стосується жінок та геїв, лесбійок, бісексуалів та трансгендерів, відбувається викупний зворот, коли ті, кому було відмовлено в публічній ролі в сакраментальному житті церкви, зайняли раніше заборонене місце біля вівтаря. Особи з груп етнічних чи культурних меншин, яким було відмовлено у керівних посадах або які вважають, що їхня культура задушена, можуть працювати над повнішою інтеграцією своєї культурної ідентичності та віри. . . . Отже, ми маємо тих, хто з будь-яких причин був виключений із сакраментального життя церкви, взявши у власність літургійні традиції та творчо впроваджуючи новації для створення нових спільнот».
За межами основних церков, каже Пламмер, таких священнослужителів «часто звинувачують у тому, що вони „грають у церкву“. Можливо, у цій колючці є зерно істини, оскільки є відтінок грайливого ставлення, коли всі ці малоймовірні люди перетворюються на святиню церкви»
Незалежне католицьке духовенство описується як «часто дуже прихильне до своїх індивідуальних поглядів на теологію, літургію та інші питання ... і, швидше за все, належить до мізерних груп, які більш точно наближають своє бачення християнства». Пламмер ділиться: «Багато незалежних священнослужителів, можливо, більшість, принаймні теоретично приєднуються до досить стандартного католицького / православного / англіканського богослов'я, з декількома відмінними, крім, наприклад, неприйняття папської непогрішимості. Більшість в протягом багатьох років в рамках цих основних юрисдикцій ... [і тепер самостійним католицьким духовенством] вони часто витрачаються багато енергії в появі «реальне» і «так само, як „великі літургійних церкви, тільки один або два коригуваннями“.»
Багато незалежних католицьких священнослужителів «по суті одинокі у своїй священичій практиці» і здійснюють в основному поодиноке покликання, при цьому багато членів їхніх родин та друзів навіть не знають про свій духовний статус. Відповідно до наказу Ісуса молитися Богові таємно  та до монастирської традиції священиків- відлюдників (наприклад, католицьких картузіанців ), які моляться поодинці, але в містичному союзі з цілою церквою і заступаються за весь світ, велика частина їх поклоніння здійснюється приватно. Пламмер припускає: «Зростаюча кількість священнослужителів задовольняється приватним святом, коли громада недоступна, або якщо вони зрозуміли, що їхнє покликання в основному є прихованим. . . . Приватне торжество часто грунтується на глибокому переконанні в об'єктивній реальності та ефективності таїнств. З такої точки зору навіть маса, промовлена у вітальні невідомої жодній іншій душі, все ще є сяючим даром світу та потужною молитвою для тих, хто тримається в розумі та серці. На менш піднесеному рівні приватні маси для тих, хто не має громади, нав'язують власну священичу ідентичність, яка може бути виражена зовні менш очевидними способами». Практично кажучи, Пламмер каже, «життєздатні незалежні громади не завжди легко створили, і це духовенство позбавило б себе переваг спілкування та приєднання себе до Христа в Його жертві, якби вони чекали присутності інших, щоб підійти до вівтаря». Коли беручи участь у служінні з іншими, незалежні католицькі священики часто бачать себе місіонерами, вільно ділячись благодаттю церковних таїнств з тими, хто не може регулярно брати участь у церковній громаді.
Часто добровільно проводячи час служіння, багато незалежних католицьких єпископів, священиків і дияконів є «працюючим духовенством», яке підтримує себе та свої міністерства роботою, яка не відповідає їхнім міністерствам. Таким чином, багато хто часто намагається інтегрувати свою світську роботу та «звичайне» життя зі своїми покликаннями та служіннями.
Хоча всі релігійні традиції містять приклади нездорових людей та неправомірних дій священнослужителів, критики часто звертають увагу на особистості та особливості незалежного католицького духовенства.

## Релігійні замовлення
Подібно до католицької церкви, яка має багаті традиції різноманітних релігійних порядків, незалежний католицизм також складається з різноманіття релігійних громад. Найчастіше ці громади та їх юрисдикції нагадують своїх католицьких колег.:117 Деякі незалежні католицькі релігійні громади засновані та призначені виключно для членів певних юрисдикцій; інші відкриті для всіх, хто бажає жити і рости в духовності релігійної громади. Багато релігійних громад в рамках незалежної католицької традиції менш структуровані, ніж католицькі релігійні ордени, їх члени дають певні обітниці (що можна трактувати інакше, ніж традиційні євангельські поради), ведуть спосіб життя, що відповідає духовності традиції, і діляться харизма їхнього релігійного порядку зі світом.

## Формування духовенства
Окрім тих членів духовенства, які були сформовані в рамках семінарської системи Католицької церкви або подібної основної церкви, дуже мало незалежних католицьких священнослужителів отримали офіційну богословську освіту.  Незалежне католицьке духовенство «зазвичай не є спеціалізованими професіоналами, а волонтерами, які, сподіваємось, знають хоча б достатньо, щоб відправляти таїнства для себе та оточуючих. . . . Такі кардинально різні моделі християнського священства ставлять питання про те, який вид підготовки духовенства необхідний і пропонується в цих громадах». Пламмер ділиться відгуками співрозмовників, припускаючи, що «проблема підготовки духовенства ... була названа найважливішою проблемою, з якою стикається рух».
Ресурсів для формування та навчання незалежного католицького духовенства та семінаристів не вистачає, багатьом незалежним католицьким семінаристам не вистачає фінансових та особистих ресурсів, щоб бути семінаристами повного робочого дня і багато хто не «готові піти на таку довжину і брати на себе такі борг [для аспірантури], без перспективи оплачуваного служіння». Натомість багато незалежних католицьких семінаристів очно працюють на світських роботах і не мають вільного часу для навчання на денній формі. Незалежне католицьке духовенство створило низку семінарій, більшість із яких пропонують програми дистанційного навчання чи наставництва, які значно різняться між собою за якістю але дуже мало з них, які отримують законні ступені, мають значну акредитацію або можуть призвести до зарплати або достатньо надійної кар'єри шлях. Більш розповсюдженим є наставництво та навчання кандидатів єпископами та священиками, котрі мають мало чітких керівних принципів чи очікувань щодо обрядів, а натомість пристосовують вимоги до підготовки відповідно до потреб покликання висвяченого. Пламмер підсумовує: «Наставництво, ймовірно, і надалі буде основним засобом підготовки духовенства в Незалежному Сакраментальному Руху, частково завдяки надзвичайно гнучкому, анархічному характеру руху, який працює проти створення формалізованих програм семінарії».
Благодать Божа в таїнстві священних орденів часто вільно ділиться в рамках незалежного католицизму, що призводить до таких характеристик як характеристика молодого та непідготовленого до міністерства підлітка, яким колись вважав поет Роберт Келлі (р. 1935): «Унітаріат Я прийшов у світ у Прайдінг-Кросінг, штат Массачусетс, і унітаріат, я залишу це, незважаючи на мою щоденну практику певних ведичних жертв, моє двадцятирічне заняття ритуальною магією, той факт, що я технічно мусульманин, і тим більше чудовий факт, що одного разу я прокинувся від підліткового запою і виявив себе посвяченим єпископом Первісно відреставрованої старокатолицької церкви Північної Америки». Пламмер робить висновок: «Дуже важко знати, що робити з таким непідготовленим духовенством. Деякі пропонують собі навчання, яке вони не отримали від свого єпископа, і чудово служать, можливо, краще, ніж деякі їхні формально освічені однолітки. Інші переживають катастрофи, переходячи в психологічні викривлення, які завдають шкоди собі та іншим, або взагалі ігноруючи свій призначений статус».